# Nazionale maschile di rugby a 13 di Samoa
La nazionale di rugby a 13 di Samoa è la selezione che rappresenta Samoa a livello internazionale nel rugby a 13. Il suo debutto risale al 1986 in occasione della partita di Pacific Cup contro Tokelau vinta 34-12.
Samoa ha finora partecipato a sei edizioni della Coppa del Mondo di rugby a 13, ottenendo come migliore risultato il raggiungimento della finale nel 2022 (ove venne sconfitta per 30-10 dall'Australia). La sconfitta 66-10 contro gli stessi Kangaroos, ottenuta durante i quarti di finale dell'edizione 2000, rappresenta tuttora la peggiore sconfitta subita da Samoa.

## Palmarès
- Pacific Cup: 2

1990, 1992